# Lac des Dagueys
Le lac des Dagueys est un lac artificiel situé au nord de Libourne en Gironde.

## Histoire
Le lac des Dagueys a été creusé en deux temps. Une première partie, correspondant au tiers nord actuel, a été creusé à partir de 1989.
La deuxième et plus grande partie du lac a été creusée à partir de la fin des années 1990, dans le cadre des travaux de l'autoroute A89. Les granulats extraits ont servi à la construction du remblai de l'autoroute, qui passe à quelques centaines de mètres à l'ouest du lac.
Il a été interdit à la baignade entre 2010 et 2011 à la suite de l'apparition de sangsues de type Helobdella Stagnalis.

## Géographie
Sa superficie est de 40 ha, pour une longueur de 2,2 kilomètres. Il présente la particularité d'avoir une berge rectiligne.

## Utilisation
Il est utilisé par le Club nautique Libourne 1876 pour l'aviron et la voile, ainsi que pour des épreuves de triathlon.
Il comporte également une zone de loisirs, avec notamment des espaces de jeux, des zones de baignade et une plage.